# Ukraińska Wolna Akademia Nauk
Ukraińska Wolna Akademia Nauk (UWAN) – emigracyjna ukraińska instytucja naukowa, utworzona 15 listopada 1945 w Augsburgu. Była kontynuatorką Wszechukraińskiej Akademii Nauk, działającej w Kijowie od 1918 do 1936.
Na początku UWAN składała się z autonomicznych grup zawodowych (w 1947 działało ich 17), liczących w sumie około 150 naukowców, organizujących naukowe konferencje tematyczne, a raz do roku wszystkie grupy spotykały się na Konferencji Szewczenkowskiej. Pierwszym prezydentem UWAN był Dmytro Doroszenko. Działania UWAN wspierało Towarzystwo Przyjaciół UWAN po przewodnictwem Wasyla Mudrego.
Od 1946 UWAN wydawała informacyjny „Biuletyn UWAN”, a od 1947 „Litopys UWAN” i prace naukowe, m.in. album «Istoryczni płany Kyjewa» Petra Kurinnego i Ołeksandra Powstenki, monografię Bohdana Krupnyćkiego «Hetman Danyło Apostoł» i inne.
18 kwietnia 1948 na naradzie szefów grup UWAN w Ratyzbonie wybrano pierwszych 24 rzeczywistych członków organizacji.
Od końca 1948 ośrodek UWAN w Augsburgu zaczął tracić na znaczeniu wskutek wyjazdów naukowców za ocean (Dmytro Doroszenko wyjechał już w 1947), i w 1949 przeniesiono siedzibę Akademii do Winnipeg.

## UWAN w Kanadzie
Prezydentami kanadyjskiej UWAN byli: Dmytro Doroszenko (do śmierci w 1951), Łeonid Biłećkyj (1951–1954), Jarosław Rudnycki (1954–1974), O. Baran (1974–1977, i po 1980), J. Rozumnyj (1977–1980). Kanadyjska UWAN dzieliła się na instytuty i komisje, posiadała bibliotekę i archiwum, wydawała serie «Slavistica», «Onomastica», «Ukrainica Canadiana» (ta ostatnia o charakterze biograficznym), «Ukraiński wczeni» (1949–1961). Oprócz tego wydała «Кobzara» Tarasa Szewczenki (1952–1954), pod redakcją Łeonida Biłeckiego w czterech tomach «Materiały do ukrajinśko-kanadśkoji fołklorystyki i dialektologii» (1956–1963); «An Etymological Dictionary of Ukrainian Language» Jarosława Rudnickiego (1962), «Istoriju ukrainciw Kanady» Mychajła Marunczaka (1968), «History of the Ukrainian Literature in Canada» Mykyty Mandryki (1968), «Juwilejnyj zbirnyk» (1976) i inne.

## UWAN w USA
Członkowie UWAN, którzy przyjechali do USA, w 1950 wybrali tymczasowy zarząd i utworzyli Fundację UWAN, której celem była materialna pomoc UWAN. Pierwszym przewodniczącym UWAN w USA był М. Bietuchiw. Utworzono wtedy następujące wydziały: Historyczno-Filozoficzny i Filologiczny, Ekonomiczny i Nauk Społecznych, Przyrodniczy i Nauk Medycznych, Fizyczno-Chemiczno-Matematyczny i Nauk Technicznych, Sztuki. 1 czerwca 1980 liczyła 67 członków rzeczywistych i około 200 członków wsoierających i naukowych współpracowników. Głównym ośrodkiem działalności był Nowy Jork. Po śmierci M. Bietuchowa w 1959 przewodniczącym został Jurij Szewelow (do 1961), potem O. Archimowycz (do 1970) i Ołeksandr Ohłobłyn (do 1979), potem znowu Jurij Szewelow. Przy UWAN rozwinięto centrum ukraińskiej dokumentacji: Bibliotekę im. W. Mijakowśkiego (50 000 woluminów) i Archiwum im. D. Antonowycza. Ich organizatorem i dyrektorem (jeszcze w Augsburgu) był W. Mijakowśkyj (zm. 1972), a później W. Omelczenko.
UWAN w USA wydała w latach 1950–1980 ponad 90 książek w języku ukraińskim i angielskim, w tym angielskojęzyczne: „The Annals» (wyszło 13 tomów w 36 częściach), «Przegląd ukraińskiej historiografii» Dmytra Doroszenki і „Ukrainian Historiography 1917—56» Ołeksandra Ohłobłyna (1957), «Katedra sw. Sofiji w Kyjewi» Оłeksandra Powstenki (1954), «Istorija ukrainskoj literatury» Dmytra Czyżewskiego (1956), niepublikowane wcześniej listy hetmana Iwana Mazepy pod redakcją Oresta Subtelnoho (1975), «Chronołogija żyttja i tworczosti Łesi Ukrainki» O. Kosacz-Krywyniuk (1970), «Statti, łysty, dokumenty» Symona Petlury w dwóch tomach (1956, 1979), «Wasyl Kryczewśkyj» W. Pawłowskiego (1974), trzy «Naukowi Zbirnyky» (1952–1977), 10 wydań „szewczenkwskich” (1952–1964), «Religijny twory» О. Koszycia (1970), «Ukrainski narodni mełodiji» Z. Łyśka w 5 tomach (1967–1970), «Literatura» Pawła Fyłypowycza (1971) i inne. Wydano lub wznowiono szereg utworów, które nie mogły ukazać się w USRR (Mykoły Kulisza, Wałeriana Pidmohylnego, Teodozija Ośmaczki, Ułasa Samczuka i innych) oraz pamiętników (wśród nich «Spohady» Jewhena Czykałenki). Wydawano również informacyjne «Biułeteń» i «Wisti UWAN u SSzA».
Chociaż nazwy obu UWAN w Ameryce Północnej po ukraińsku brzmiały tak samo, angielskie nazwy wskazywały na różnice: „The Ukrainian Academy of Arts and Sciences in the U. S.”, і „Ukrainian Free Academy of Sciences in Canada”.
Członkowie UWAN, którzy pozostali w Europie (głównie w ośrodku w Monachium), wybrali swoim przewodniczącym P. Kurinnego (zm. 1972). Jednak wskutek wyjazdów lub śmierci członków organizacja nie mogła rozwinąć swojej działalności i od połowy lat 70. praktycznie przestała funkcjonować. Aby podtrzymać jej działalność, UWAN z USA utworzyła w Monachium swoje przedstawicielstwo, które od 1976 objął Jurij Bojko-Błochyn.